# S barré diagonalement
Cette page contient des caractères spéciaux ou non latins. S’ils s’affichent mal (▯, ?, etc.), consultez la page d’aide Unicode.
Pour les articles homonymes, voir S barré et ꝸ.

À gauche, S barre oblique tel qu’utilisé en letton avant 1921 ou en bas-sorabe avant 1950.
À droite, S barré diagonalement tel qu’utilisé en luiseño ou cupeño et juaneño.

S̸ (minuscule s̸ ou sa forme longue ẜ), appelé S barré diagonalement est une lettre additionnelle qui est utilisée en luiseño ou cupeño et juaneño. Bien que similaire à la lettre S barre oblique qui était utilisée dans l'écriture du letton ou d’autres langues, la position et la longueur de la barre oblique ou barre diognale n’est pas la même. 
Elle est formée d’un S diacrité par une barre inscrite diagonale.

## Utilisation
Au Moyen-Âge, le s long barré obliquement ‹ ẜ › est utilisé en portugais comme abréviation de ser-, par exemple dans ẜvir pour servir, dans ẜno pour sereno, comme abréviation de sir- ou comme abréviation du mot portugais soldo ou des mots latins solidi, sed, sunt, secundum, etc..
Le S barré diagonalement est utilisé comme symbole du sujet en psychanalyse lacanienne.
T. F. Mitchell utilise le s barré diagonalement ‹ s̸ › pour transcrire ش dans un ouvrage sur la prononciatin de l’arabe publié en 1990.

## Représentations informatiques
Le s barré diagonalement peut être représenté avec les caractères Unicode suivants (table latin étendu D depuis Unicode 16.0 de 2024) :
| formes           | représentations | chaînes de caractères | points de code | descriptions                                       |
| ---------------- | --------------- | --------------------- | -------------- | -------------------------------------------------- |
| capitale         | Ꟍ               | Ꟍ                     | U+A7CC         | lettre majuscule latine s barré diagonalement      |
| minuscule        | ꟍ               | ꟍ                     | U+A7CD         | lettre minuscule latine s barré diagonalement      |
| minuscule longue | ẜ               | ẜ                     | U+1E9C         | lettre minuscule latine s long barré diagonalement |

Avant 2024, cette lettre pouvait être représentée de manière approximative avec les chaînes de caractères S̸ (U+0053, U+0338) et s̸ (U+0073, U+0338).